# Dorstiana
Dorstiana là một chi bướm đêm thuộc họ Noctuidae.